# Xylocampa kanei
Xylocampa kanei är en fjärilsart som beskrevs av Donovan 1935. Xylocampa kanei ingår i släktet Xylocampa och familjen nattflyn. Inga underarter finns listade i Catalogue of Life.